# 李文瀾
李文瀾為中國清朝武官官員，本籍福建。行伍出身的李文瀾於1812年（嘉慶17年）奉旨接替劉成魁，於台灣地區擔任澎湖水師協副將。而隸屬台灣鎮之下的此官職職等為正二品，是台灣清治時期的這階段，扼守台灣海峽的重要武將，並統帥兩標水營，數千名水師兵勇。